# Mihaljekov Jarek
Mihaljekov Jarek falu Horvátországban Krapina-Zagorje megyében. Közigazgatásilag Krapina községhez tartozik.

## Fekvése
Krapina központjától 1 km-re délkeletre, a város határában fekszik.

## Története
A rómaiak jelenlétét igazolja az a Jupiter tiszteletére szentelt oltár, melyet a falu határában 1895-ben találtak és amelyet Titus Accius Severus és Marcus Ulpius Placidinus állíttatott a római főistenségnek. Korát Commodus császár uralkodásának idejére a 180 és 192 közötti időszakra teszik.
A falunak 1857-ben 139, 1910-ben 355 lakosa volt. Trianonig Varasd vármegye Krapinai járásához tartozott. 2001-ben a falunak 494 lakosa volt.

## Nevezetességei
A falu máig megőrzött farsangi népszokásairól nevezetes.

## Külső hivatkozások
Krapina város hivatalos oldala